# Sony Alpha 57
Die Sony α57 (SLT-A57V, SLT-A57) ist eine Mittelklassekamera, welche seit April 2012 im deutschen Handel erhältlich ist. Sie ist der Nachfolger der Sony α55 und besitzt wie diese einen teildurchlässigen Spiegel. Sony nennt diese Bauform „single-lens translucent camera“, kurz SLT-Kamera. Als SLT bietet sie Phasenvergleichsautofokus bei Live-View und einen elektronischen Sucher. Im Gegensatz zum Vorgängermodell verfügt sie jedoch nicht über ein eingebautes GPS-Modul.
Durch Nutzung des teildurchlässigen Spiegels anstelle eines sonst üblichen Klappspiegels, welcher für die Aufnahme hochklappen muss, ist es möglich, bis zu zwölf Bilder in der Sekunde bei konstanter Nachfokussierung durchzuführen. Diese Geschwindigkeit war bisher, wenn überhaupt, nur weitaus teureren Kameras vorbehalten. Auch ist dadurch ein Fokussieren im Live-View-Modus mit der gleichen Geschwindigkeit möglich, wie über den Sucher. Die α57 besitzt, wie bei Sony üblich, einen eingebauten Bildstabilisator für den 16,7-Megapixel-Sensor (ca. 16,1-Megapixel effektiv).
Die Sony α57 ist in folgenden Versionen erhältlich:
- SLT-A57 (Kamera ohne Objektiv)
- SLT-A57K (Kamera mit 18–55 mm/3.5-5.6 Sony Objektiv)
- SLT-A57M (Kamera mit 18–135 mm/3.5-5.6 Sony Objektiv)
- SLT-A57Y (Kamera mit 18–55 mm/3.5-5.6 sowie 55–200 mm/4-5.6 Sony Objektiv)